# ماراكانا (ريو دي جانيرو)
ماراكانا (البرتغالية البرازيلية: [./https://en.wikipedia.org/wiki/Help:IPA/Portuguese [maɾakɐˈnɐ̃]]  ، والتي تعني في [./https://en.wikipedia.org/wiki/Tupi%E2%80%93Guarani_languages Tupi–Guarani] الطيور الخضراء) هي أحد أحياء الطبقة الوسطى في المنطقة الشمالية لمدينة ريو دي جانيرو. يقع استاد Maracanã في هذا الحي، وكذلك جيناسيو دو ماراكانازينيو. يحد حي الماراكانا هذه الأحياء: براسا دا بانديرا وتيجوكا وفيل ايزابيل.
يقدر عدد سكان الحي بحوالي 25256 حسب تعداد 2010.
الحي لديه تقليد رياضي طويل. إلى جانب استاد ماراكانا، يوجد أيضًا نادي دربي تم بناؤه عام 1885 من قبل أندريه غوستافو باولو دي فرونتن. وأيضا هنالك ممر للدراجات، يسمى فضاء ماني غارينشيا (Espaço Mané Garrincha)، سمي باسم لاعب كرة القدم Garrincha . يبلغ طوله 1,700 متر (5,600 قدم) ، ويحيط باستاد ماراكانا.
جامعة ولاية ريو دي جانيرو (UERJ)، وهي واحدة من الجامعات الرئيسية في ريو دي جانيرو، تقع أيضا في ماراكانا. كذلك المؤسسات التعليمية الأخرى مثل المركز الفيدرالي التعليمي التكنولوجي (CEFET وكلية الفنون التطبيقية (Escola Politécnica)، وكلاهما من الكليات التقنية التي تعد طلاب المدارس الثانوية لسوق العمل. توجد مدرستان، هما بيدرو الثاني (Pedro II) والكلية الحربية (Colégio Militar) في شارع سان فرانسيسكو كزافييه (São Francisco Xavier).
يتم عبور الحي بشارعه الرئيسي، المسمى شارع ماراكانا (Maracanã Avenue)، الذي يربط الحي بحي تيجوكا. طريق مهم آخر هو شارع الرئيس كاستيلو برانكو. شارع ساو فرانسيسكو كزافييه هو أيضا شارع رئيسي ويعبر شارع ماراكانا.
تحتوي منطقة ماركانا أيضًا على قرية ماراكانا، وهي عبارة عن مبنى لمتحف قديم يضم سكانًا أصليين. تم طرد هؤلاء الأشخاص من قبل الحكومة في عام 2013.
كان الحي أحد «المناطق الأولمبية» الأربعة خلال أولمبياد صيف 2016 مع استاد ماراكانا.